# Сигнум функција
У математици, а посебно у информатици, сигнум функција је логичка функција која враћа знак реалног броја. Сигнум функција се често означава са sgn и може се дефинисати као:
{\displaystyle \operatorname {sgn} x=\left\{{\begin{matrix}-1&:&x<0\\0&:&x=0\\1&:&x>0\end{matrix}}\right.}
Сваки реалан број се може представити као производ његове апсолутне вредности и његове сигнум функције:
{\displaystyle x=(\operatorname {sgn} x)|x|.\qquad \qquad (1)}
Из једнакости (1) следи да, када год x није 0, имамо
{\displaystyle \operatorname {sgn} x={x \over |x|}\qquad \qquad (2)}
Сигнум функција је извод функције апсолутне вредности (осим у нули):
{\displaystyle {d|x| \over dx}={x \over |x|}.}
Сигнум функција је диференцијабилна са изводом 0 свуда осим у 0. Није диференцијабилна у 0 у класичном смислу, али под генерализацијом диференцијала (погледати расподела), можемо рећи да је диференцијал сигнум функције два пута Диракове делта функције,
{\displaystyle {d\ \operatorname {sgn} x \over dx}=2\delta (x).}
Сигнум функција је везана са Хевисајдовом одскочном функцијом h1/2(x):
{\displaystyle \operatorname {sgn} x=2h_{1/2}(x)-1,\,}
где индекс 1/2 одскочне функције означава да је h1/2(0) = 1/2.
Сигнум функција се може уопштити комплексним бројевима:
{\displaystyle \operatorname {sgn} z={\frac {z}{|z|}}}
за свако z ∈ ℂ \ {0}.